# 풍요한 사회
풍요한 사회(豊饒-社會, The Affluent Society)는 1958년 미국의 하버드 대학 교수 존 케네스 갤브레이스가 쓴 책이자 개념이다.

## 개요
성숙단계에 이른 경제발전의 또 하나의 길은 ‘풍요한 사회’라고 불리는 방향이다. ‘풍요한 사회’(affluent society)라는 말은 미국의 하버드 대학 교수 존 갈브레이스(John K. Galbraith 1908 )가 같은 이름의 저서 속에서 사용함으로써 일반에 알려지게 되었다. 『풍요한 사회』란 사적 기업에 의해 생산된 것을 수요로써 다 소비해 버리기 곤란한 정도로 풍부한 사회이다. 경제가 성숙단계에 이르면 재화(財貨) 및 서비스의 잠재적 공급능력이 유효수요(有效需要)를 상회하기 쉽게 되는데, 그러한 사회가 복지국가적 혼합경제의 방향으로 나아가지 못하고 더구나 군사적 해외 진출을 하지 못할 경우에는 개인 소비를 증대시키는 이외에 유효수요를 계속 증가시킬 방법이 없다. 그러나 성숙단계에 이른 경제에서는 생존에 필요한 최저 욕망은 이미 충족되어 있으므로 개인소비를 촉진시키기 위해서는 인위적 욕망을 창조하여 수요를 만들어낼 필요가 있다. 이리하여 개인적 욕망 창출을 위한 광고 판매에 막대한 노력을 기울이게 된다. 전통적인 생각으로는 생산은 욕망을 충족하기 위해서 당연히 이루어질 것이다. ‘풍요한 사회’에서는 생산은 한편 욕망을 충족시킬 효과를 지니는 동시에 또 한편으로는 욕망을 창조하는 효과를 지닌다. 생산과 욕망 사이에 이런 상호의존 관계가 강해지는 것이 ‘풍요한 사회’의 첫째가는 특징이다.
오늘날의 세계에서 ‘풍요한 사회’의 특징을 가장 잘 나타내고 있는 것은 미국이다. 그러나 갈브레이스가 말한 ‘풍요한 사회’도 반드시 문자 그대로 풍부한 사회는 아니다. 갈브레이스가 말한 ‘풍요’란 말에는 다분히 풍자적(諷刺的) 의미가 내포되어 있다. 첫째로 지금 말한 것처럼 생산이 욕망을 만들어내는 효과가 있다고 하면, 만들어지는 욕망을 충족하기 위하여 한층 더 생산하는 것은 ‘다람쥐가 자기가 굴리고 있는 쳇바퀴에 붙어 결사적으로 돌리고 있는’것과 같은 것으로, 참된 풍요를 의미하는지 의문이다. 둘째로 ‘풍요한 사회’에서는 사적(私的) 기업에 의해 만들어지는 생산물은 당연히 수요되지 않을 만큼 풍부해지지만 정부에 의하여 이루어지는 공적 부문의 공급은 극히 빈약한 것이 특징이다. 예컨대 사적 생산에 맡겨져 있는 승용 자동차는 불필요하게 대형화하고 여러 장치를 갖추거나, 모델 변형을 반복하거나, 대대적인 광고를 하여 소비자를 끌어들이려 하는데 그래도 공급과잉이 되기 쉬움에 반해, 자동차가 다니는 도로나 주차장은 공적 부문의 일이므로 대단히 빈약하다. 기타 정부 및 공적 부문의 작업인 공원, 유원지, 교통시설, 경찰, 도시의 위생, 미화 등에는 불비한 점이 많다. 이와 같이 사적 부문(私的部門)의 생산과 공적 부문의 생산 사이에는 매우 대조적인 불균형이 생기는 것이 ‘풍요한 사회’의 특징이며 난점이다. 셋째로 ‘풍요한 사회’에서는 사적 기업이 만든 생산물의 공급이 수요를 상회하기 쉽게 된다 해도 이것은 모든 사람들의 수요가 충족되는 것을 의미하지 않는다. 부족되는 것은 구매력의 뒷받침이 있는 유효수요이며, 잠재적인 수요는 무한이 있다. 저소득층 중에는 사기를 원해도 살 수 없는 사람이 너무 많다. 저소득층뿐 아니라 현금 구입을 할 힘이 없는 사람들은 월부 구입을 하므로 언제나 부채를 지고 있는 셈이며 물품이 풍부하게 되어도 빈궁감을 면하기 어렵다. 광고나 데몬스트레이션 효과 때문에 이 빈궁감은 한층 더 조성된다. 이와 같은 사회는 참된 의미로 풍요한 사회라고는 말할 수 없다. 참으로 풍요한 사회란 모든 사람들이 만족한 생활을 할 수 있는 사회이며 복지사회야말로 바로 그러한 사회이다. ‘풍요한 사회’에서 보아온 상술한 바와 같은 난점을 고치기 위해서는 다음과 같은 정책을 쓸 필요가 있다. 첫째로 공적 부문과 사적 부문의 생산의 불균형을 고치기 위해서 한편으로는 사적 부문의 생산물 중, 사회적으로 보아 필요도가 적다고 생각되는 생산물의 생산을 과세, 기타 방법으로 억제하는 일이다. 그리고 동시에 다른 면으로는 공적 부문의 뒤늦음을 회복하기 위해서 정부 및 공공부문의 지출을 대폭적으로 증가시키는 일이다. 이 경우, 각종 투자 사이의 적당한 균형을 취하도록 하기 위해서는 경제효율 및 사회적인 평가를 기본으로 하여 투자배분계획을 세우는 것이 필요하게 될 것이다. 둘째로, 소득재분배, 사회보장 등에 의해 소득 분배를 평등화하여 잠재적 수요를 구매력 있는 수요로 전화(轉化)시키면 유효수요의 부족에 수반하는 여러 곤란을 완화시킬 수가 있다. 셋째로 풍요한 사회의 문제 중 하나가 되어 있는 잠입(潛入)해오는 인플레이션(creeping inflation)을 억제하기 위하여 유효한 인플레이션 대책을 취할 것이 필요하게 된다. 인플레이션이라 해도 유효수요가 잠재적 공급능력을 하회(下回)하기 쉬운 풍요한 사회에서는 수요억제로써 인플레이션을 누를 수는 없다. 풍요한 사회에서의 인플레이션은 오히려 사적 산업의 독점적 관행(慣行)에 기인하는 일이 많으므로 유효한 독점 대책이 필요하게 된다. 이러한 종류의 여러 가지 정책을 시행한다는 것은 결국 복지국가적 혼합경제의 방향으로 나가는 것이라 할 수 있다.

## 같이 보기
- 경제사상사